# Irvin Yeaworth
Irvin Shortess Yeaworth , Jr., detto Shorty (Berlino, 14 febbraio 1926 – Amman, 19 luglio 2004), è stato un regista, sceneggiatore e produttore cinematografico tedesco.

## Biografia
Diresse sei film, il più noto dei quali è Fluido mortale (The Blob), distribuito nel 1958 e divenuto un cult movie, tanto da dare adito a diversi usi del termine blob, e dall'avere ispirato un remake nel 1988 (Blob - Il fluido che uccide).

## Filmografia
- The Flaming Teen-Age (1956)
- Fluido mortale (The Blob) (1958)
- Delitto in 4ª dimensione (4D Man) (1959)
- Dinosaurus (Dinosaurus!) (1960)
- The Gospel Blimp (1967)
- Way Out (1967)